# Олимпийский комитет Франции
Французский национальный олимпийский и спортивный комитет (фр. Comité national olympique et sportif français; уникальный код МОК — FRA) — организация, представляющая Францию в международном олимпийском движении. Штаб-квартира расположена в Париже. Комитет основан в 1894 году, в том же году был принят в МОК (первый член вместе с США), является членом ЕОК, организует участие спортсменов из Франции в Олимпийских, Европейских играх и других международных соревнованиях.
Президент комитета с 2023 года — Давид Лапартьен, который также является президентом Международного союза велосипедистов.